# Hudson (Colorado)
Hudson es un pueblo ubicado en el condado de Weld en el estado estadounidense de Colorado. En el Censo de 2010 tenía una población de 2.356 habitantes y una densidad poblacional de 191,75 personas por km².

## Geografía
Hudson se encuentra ubicado en las coordenadas 40°4′42″N 104°38′27″O / 40.07833, -104.64083. Según la Oficina del Censo de los Estados Unidos, Hudson tiene una superficie total de 12.29 km², de la cual 12.24 km² corresponden a tierra firme y (0.42%) 0.05 km² es agua.

## Demografía
Según el censo de 2010, había 2.356 personas residiendo en Hudson. La densidad de población era de 191,75 hab./km². De los 2.356 habitantes, Hudson estaba compuesto por el 65.92% blancos, el 3.99% eran afroamericanos, el 16.13% eran amerindios, el 1.15% eran asiáticos, el 0.38% eran isleños del Pacífico, el 9.38% eran de otras razas y el 3.06% pertenecían a dos o más razas. Del total de la población el 20.37% eran hispanos o latinos de cualquier raza.